# Franco Rubartelli
Franco Rubartelli (Firenze, 23 marzo 1937) è un fotografo e regista italiano.

## Biografia
Franco Rubartelli è stato il fotografo e, per un periodo della loro vita, il compagno della modella tedesca Veruschka cui ha dedicato il film drammatico Veruschka, poesia di una donna (1971). Grazie alle fotografie scattate da Rubartelli la modella ha raggiunto l'apice della sua fama mondiale.
In Venezuela realizza in seguito altre due pellicole e molti spot televisivi per i marchi  (Simplicio e Ya Koo) incentrate su figure di giovanissimi nativi: Pepiwe, protagonista del film Ya Koo, è un ragazzo Yanomami che recupera le proprie origini nella giungla.

## Filmografia
- Veruschka, poesia di una donna (1971)
- Simplicio (1978)
- Ya Koo (1985)